# 아이언 스타
천문학에서 아이언 스타(Iron star)는 다음 두 가지 무관한 유형의 항성에 사용되는 용어이다.
- 스펙트럼에서 금지선 FeII 선이 풍부하게 나타나는 청색초거성.
- 가상의 조밀성 유형.

## 청색초거성
아이언 스타는 스펙트럼에서 금지선 FeII 선이 풍부하게 나타나는 청색초거성의 일종이다. 이들은 거의 조용한 뜨거운 밝은 청색변광성이다. 용골자리 에타가 전형적인 예이다.

## 조밀성 형성
철성은 우주의 아주 먼 미래, 아마도 101500년 후에 발생할 수 있는 가상의 조밀성 유형이다.
철성 형성의 전제는 양자 터널링 효과를 통해 발생하는 상온 핵융합이 일반 물질의 가벼운 원자핵을 핵자당 질량이 가장 낮은 철-56 핵으로 융합시킨다는 것이다. 그 후 핵분열과 알파 입자 방출은 무거운 핵을 철로 붕괴시켜, 항성 질량 물체를 차가운 철 구체로 변환시킨다. 이런 철로만 이루어진 항성 형성은 양성자가 붕괴하지 않는 경우에만 가능하다. 일부 예측에 따르면 중성자별의 표면이 철일 수 있지만, 이는 아이언 스타와는 다르다.
101026 ~ 101076년 말까지, 아이언 스타는 중성자별과 블랙홀로 붕괴될 것으로 추정된다.

## 대중 문화
- 소련 영화 《안드로메다 성운》은 아이언 스타의 중력 때문에 연료가 부족해진 우주선에 대한 이야기로, 이 별은 너무 어두워서 적외선으로만 볼 수 있다. 이 영화는 이반 예프레모프의 정상우주론이 지배적이었고 은하수에 아이언 스타가 존재할 것으로 예상되던 시기에 쓴 소설 《안드로메다 성운》을 기반으로 한다.

## 같이 보기
- 빅 프리즈
- 가상 항성
- 열죽음